# Jouaville
Jouaville település Franciaországban, Meurthe-et-Moselle megyében. Lakosainak száma 280 fő (2022. január 1.). Jouaville Batilly, Doncourt-lès-Conflans, Giraumont, Moineville, Vernéville, Saint-Ail és Saint-Marcel községekkel határos.

## Népesség
A település népességének változása:
| Lakosok száma | 305  | 249  | 268  | 290  | 322  | 310  | 298  | 290  | 286  | 280  |
|               | 1968 | 1982 | 1990 | 2006 | 2013 | 2015 | 2017 | 2019 | 2020 | 2022 |